# Калістеніка

Відтискання

Калісте́ніка (від грец. κάλλος, каллос «краса, красивий» + грец. σθένος, стенос «сила, міцність») — різновид

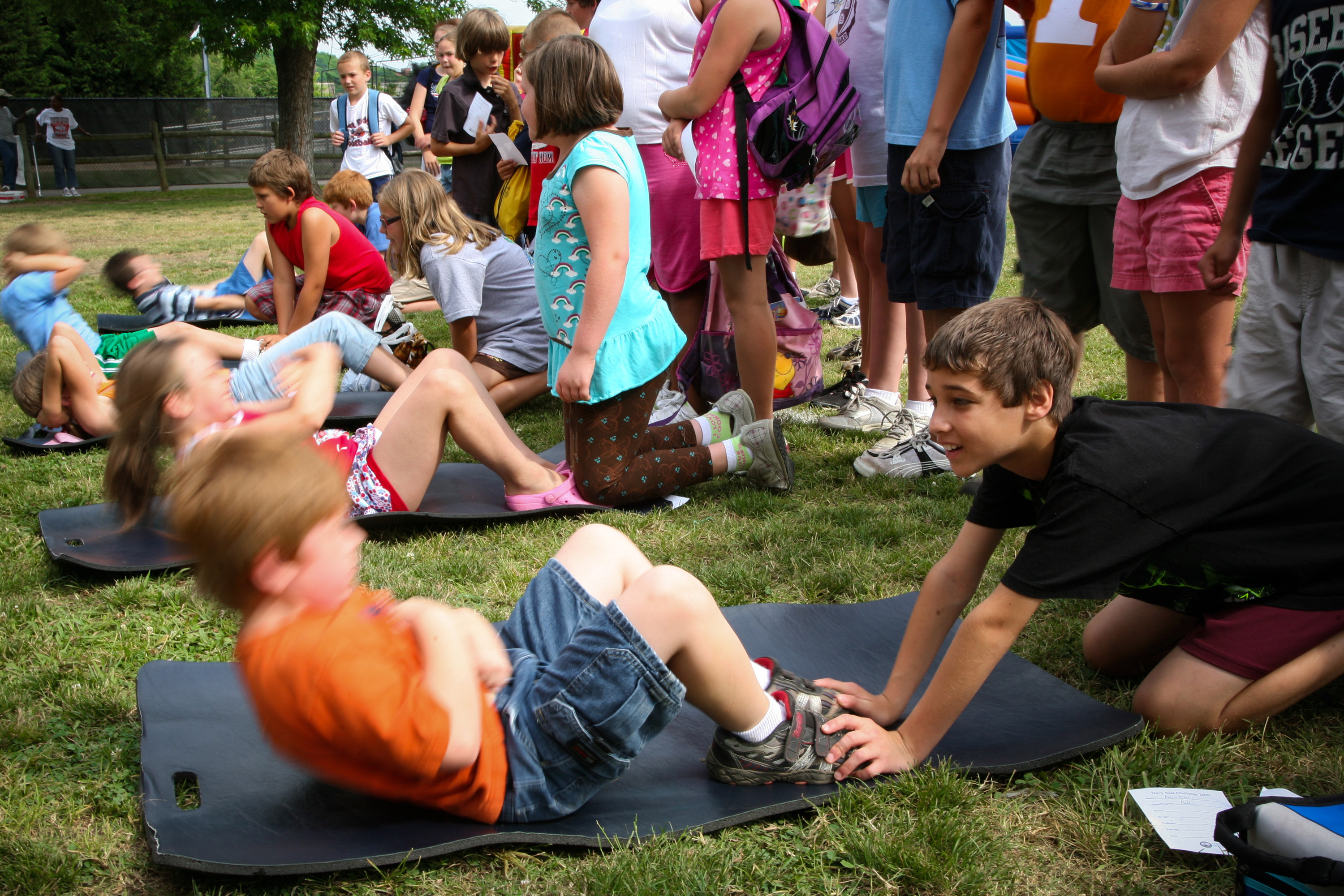
Підйом корпуса

силового тренінгу, що полягає у виконанні вправ із використанням лише ваги власного тіла. Є складовою вуличного воркауту.
Калістеніка — це прості, часто ритмічні вправи, як правило, без використання чи з мінімальним обладнанням. Призначені для підвищення сили та гнучкості тіла за допомогою таких вправ, як згинання, стрибки, розгойдування, скручування тощо, з використанням тільки власного тіла для спротиву. Енергійне виконання калістеніки покращує стан м'язової та серцево-судинної систем, а також психомоторних навичок, таких як баланс, спритність і координація.

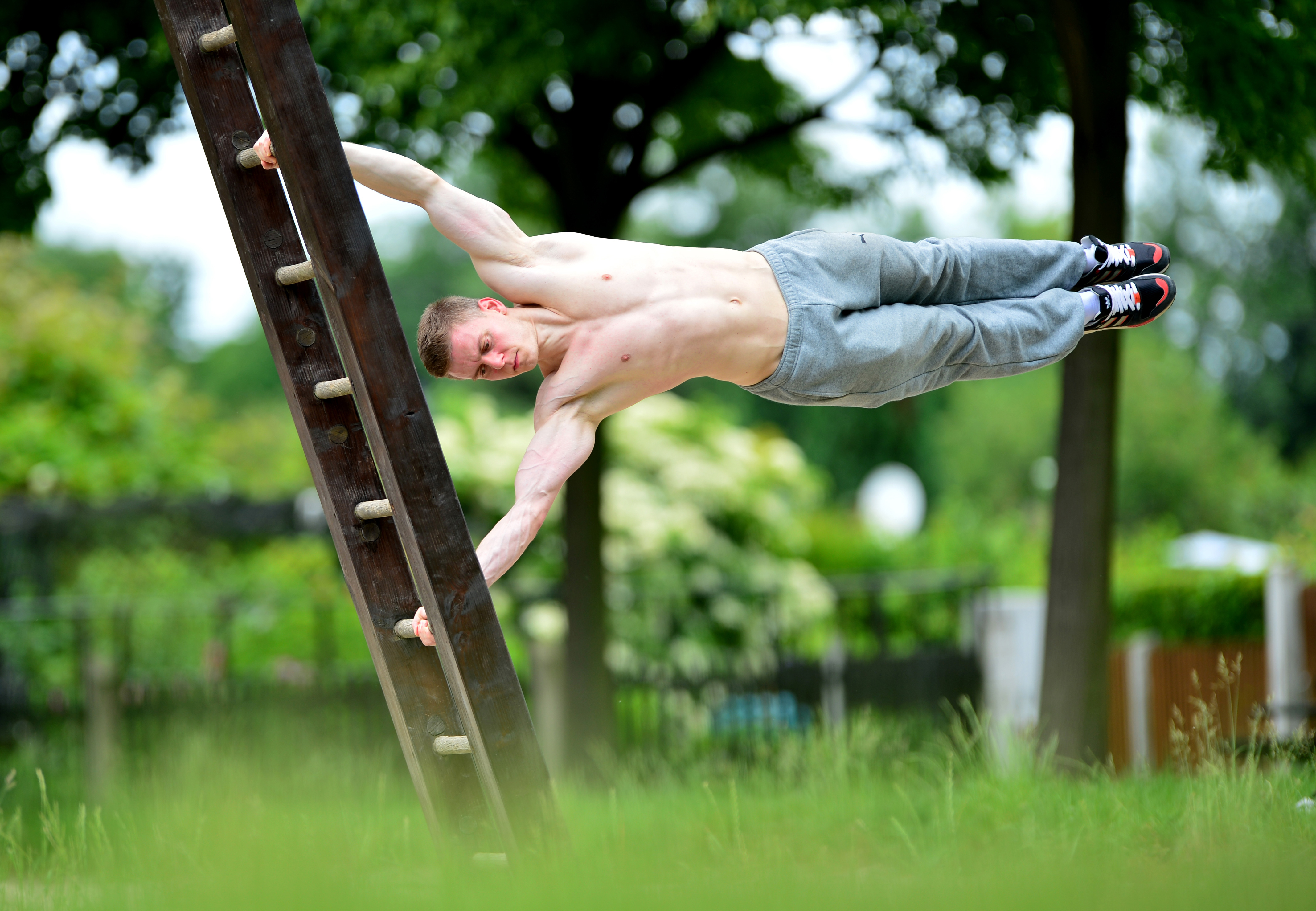
Стійка на руках

Відомі спортсмени, що займаються калістенікою: Кріс Геріа (Chris Heria), Аль Кавадло (Al Kavadlo), Денис Мінін.

## Загальні вправи
Найпоширеніші
- Присідання
- Відтискання
- Підйом корпуса[en]

Поширені
- Стійка на руках
- Підняття ніг[en]
- Підтягування
- Передній вис і Задній вис[en]
- Гіперекстензія
- Підтягування силою[en]
- Планка і планш[en]
- Човниковий біг[en]
- Гампельман